# Bombardamento di Caltanissetta
Per bombardamento di Caltanissetta si intende una serie di attacchi aerei ai danni della città di Caltanissetta effettuati nel quadro dello sbarco Alleato in Sicilia tra il 9 e il 13 luglio 1943 a opera dell'aviazione anglo-americana, che causarono 350 morti e ingenti danni materiali.

## Gli eventi
La città subì tre bombardamenti. Il primo e più devastante avvenne alle 17.30 di venerdì 9 luglio, a opera di 81 aerei divisi in tre formazioni di 27 aeroplani. Alle ore 2.57 del 10 luglio 1943 le truppe alleate guidate dal generale Lucian Truscott della 3ª Divisione di fanteria "misero primariamente piede sul territorio siculo" nell'arenile della baia della Mollarella. Quella stessa notte alle 4.45, sulla spiaggia di Gela, iniziava lo sbarco da parte della 1ª divisione fanteria americana, insieme alla 45ª divisione fanteria che sbarcava invece nei pressi di Scoglitti. I due successivi bombardamenti avvennero l'11 e il 13 luglio.
I bombardamenti su Caltanissetta avevano come obiettivi i presidi militari presenti in città, ma ebbero luogo soprattutto perché si riteneva che la città ospitasse il Comando militare della 6ª Armata del generale Alfredo Guzzoni con i suoi 230 000 uomini, che invece era dispiegato a Enna.
Il 18 luglio, cinque giorni dopo l'ultimo bombardamento, la città fu occupata dai soldati della 179ª compagnia della 45ª divisione americana, la stessa divisione di fanteria che nell'aprile del 1945 libererà il lager di Dachau, vicino a Monaco in Germania.

## I danni
Nei vari bombardamenti perirono 350 civili (351 secondo altra fonte), di cui 100 bambini, su un totale di 750 vittime dell'intera provincia; solo nel bombardamento del pomeriggio del 9 luglio, il più grave e devastante, perirono circa 300 persone.
Il patrimonio architettonico della città subì gravi danni. Tra i monumenti danneggiati o distrutti vi furono: la cattedrale, con un parziale crollo della volta della navata centrale affrescata dal pittore fiammingo Borremans; la chiesa di San Sebastiano, della quale restò in piedi la sola facciata; la vecchia chiesa di Santa Lucia, interamente distrutta e poi riedificata; la chiesa di San Giovanni nel quartiere Angeli, anch'essa distrutta. Tra gli edifici civili danneggiati un'ala dell'ospedale Vittorio Emanuele II, il municipio, e anche parte dell'edificio scolastico di Santa Lucia.